# Station Grodzisk Mazowiecki Jordanowice
Station Grodzisk Mazowiecki Jordanowice is een spoorwegstation in de Poolse plaats Grodzisk Mazowiecki.